# Gare de Toulouse-Roguet
Pour les articles homonymes, voir Gare de Toulouse.
La gare Roguet était une gare ferroviaire française, située dans le quartier Saint-Cyprien à Toulouse, dans le département de la Haute-Garonne, en région Occitanie.
C'était une gare, mise en service en 1900 par la compagnie des chemins de fer du Sud-Ouest et fermée au trafic ferroviaire en 1949. Elle est par la suite brièvement devenue une gare routière dans les années 1950, avant d'être démolie pour être remplacée par une cité HLM.

## Situation ferroviaire
Établie à 143 mètres d'altitude, la gare Roguet était le point de départ de différentes lignes, à destination de Boulogne-sur-Gesse, Cadours, Sabarat, Sainte-Foy-de-Peyrolières, Lévignac,.
- Ligne de Toulouse-Roguet à Boulogne-sur-Gesse exploitée de 1900 à 1949 ;
- Ligne de Toulouse à Cadours ;
- Ligne de Toulouse-Roguet à Sabarat exploitée de 1905 à 1938 d'une longueur de 76 km ;

## Histoire
La gare a été mise en service en 1900 par la CFSO, puis fermée en 1949.

## Patrimoine ferroviaire
L'intégralité de la gare (bâtiments et diverses infrastructures) a été détruite, pour laisser place à une cité HLM.